# Olga Hudlická
Olga Hudlická (11. července 1926 Přelouč – 3. května 2014) byla českou kardiovaskulární fyzioložkou, která se specializovala na růst kapilár (angiogenezi).

## Život
Olga Hudlická se narodila do rodiny inženýra a úřednice v Přelouči. Navštěvovala gymnázium v Olomouci a v Praze. Byla totálně nasazena, gymnázium dokončila v roce 1945. Vystudovala lékařskou fakultu Univerzity Karlovy, kde získala titul MUDr., a pokračovala v práci na fyziologickém oddělení Ústředního ústavu biologického (později Fyziologický ústav Akademie věd). V letech 1964 — 1969 vedla laboratoř svalového metabolismu stejného ústavu. V létě 1968 byla na dlouhodobém zahraničním pobytu v USA na Duke University v Severní Karolíně. O rok později emigrovala i s rodinou; její manžel byl rovněž lékařem.
Po krátkém pobytu v Německu při univerzitě ve Frankfurtu nad Mohanem přešla na univerzitu v Birminghamu, kde působila po zbytek svého života. V roce 1987 zde získala profesuru. V roce 1993 odešla do penze, působila však v Birminghamu stále jako emeritní profesorka. Po roce 1989 pravidelně navštěvovala Fyziologický ústav Akademie věd v ČR, kde před emigrací působila.

## Dílo

### Knihy
- Angiogenesis: The Growth of the Vascular System (spoluautor K. R. Tyler), Academic Press, 1986.[3]